# Reinwardtia cicanoba
Reinwardtia cicanoba är en linväxtart som först beskrevs av Buch.-ham. och David Don, och fick sitt nu gällande namn av Kanesuke Hara. Reinwardtia cicanoba ingår i släktet Reinwardtia och familjen linväxter. Inga underarter finns listade i Catalogue of Life.